# Rise up! sound system
Trwa dyskusja nad usunięciem tego artykułu, kliknij i weź w niej udział.
Rise up! sound system – polski sound system grający muzykę reggae i dub. Został założony przez Piotra Całusa (Kingman) i Pawła Skalika (Zmora) w roku 2004 w Częstochowie. Pierwsze imprezy oscylowały w granicach klasyki reggae oraz nowszych brzmień z gatunków takich jak ragga, raggamuffin czy dancehall. Jesienią 2005 do składu stacjonującego w tym czasie w angielskim Nottingham dołączył Łukasz Mszyca (Golden Hen), który fascynował się bardziej duchową stroną muzyki reggae i na imprezach poza dancehallem wdrażał również starsze produkcje jamajskie, czyli rub a dub, roots reggae czy dub.
Po powrocie z Anglii w 2006 roku Rise up! organizuje wraz z Rub Pulse Movement mini trasę "Dubwize Invasion" dj'a i producenta z Nottingham - Dj Earthpipe'a w czterech miastach w Polsce (Wrocław, Częstochowa, Toruń i Zakopane), gdzie prezentowane są głównie brzmienia dub i reggae a także mroczny dubstep. Pod koniec roku 2006 Rise up! podejmuje współpracę z raperem Ronim z Pepers squad. Owocuje to pierwszymi niezależnymi nagraniami i imprezami w rodzinnym mieście oraz na wyjazdach, głównie na Śląsku u boku takich składów jak Rub Pulse czy Rainbow Hi Fi. Na początku 2007 roku Rise up! udaje się do Rotterdamu celem rozwinięcia sound systemu zarówno pod względem technicznym jak i muzycznym. Po rocznym pobycie w Holandii Rise up! wraca do Częstochowy aby zorganizować pierwszą imprezę w Teatrze From Poland rozpoczynając tym samym cykl imprez Biotronic. Na przestrzeni lat 2008 - 2018 Rise up! zaprasza do Częstochowy na imprezy Biotronic kolejnych artystów i składy sound systemowe - Radikal Guru, 2 Kings (Anglia), Pandadub (Francja) oraz artystów nie tylko z kręgu muzyki reggae. Imprezy nabierają tempa i do Częstochowy na zaproszenie Rise up! przyjeżdżają również składy z własnym nagłośnieniem - Ganja Riddim sound system z Niemiec, czy Imperial Sound Army z Włoch. Największym echem odbija się jednak impreza  w Częstochowie jest zaproszenie holenderskiego King Shiloh w własnym systemem dźwięku.
Od 2009 poza organizacją lokalnych imprez głównie w Częstochowie oraz trasach po rozmaitych klubach w Polsce Rise up! gra i współorganizuje sceny sound system na największych festiwalach w Polsce (Ostróda Reggae Festival, Sound System Street Festival (Zgorzelec), Reggaenwalde (Darłowo), Stolica Reggae Festival (Kluczbork), Reggaeland (Płock), czy Najcieplejsze Miejsce na Ziemi w Wodzisławiu Śląskim.
Od 2012 do 2017 Rise up! we współpracy z Urzędem Miasta Częstochowy organizuje scenę sound system na Festiwalu Reggae On, na którą zaprasza wokalistów i oraz składy z Polski i zagranicy. Co istotne - za każdym razem na imprezę zapraszany jest również skład, który przywozi własny system nagłośnienia. Na poszczególnych edycjach festiwalu wystąpili m.in Bush Chemists (Anglia), O.B.F Sound system (Francja), Soom T (Anglia), Jonah Dan (Anglia), Radikal Guru (Polska), Zjednoczenie sound system (Polska), Charlie P (Anglia), Murray Man (Anglia), Collynization Sound system (Niemcy), Digitron sound system (Chorwacja).
Od roku 2008 Rise up! dysponuje własnym systemem dźwięku, który nieprzerwanie rozwija. Nagłośnienie o mocy ok. 25kW (2018) w głównej mierze zbudowane jest własnoręcznie, co przekłada się na oryginalne brzmienie i jakość którą słuchacz może fizycznie wręcz odczuć na własnej skórze. Działalność Rise up! to przede wszystkim prezentacja muzyki, szeroko pojęta organizacja imprez, sesji soundsystemowych oraz promocja kultury reggae i dub w Polsce. Podczas występów Rise up! można usłyszeć rozmaite gatunki szeroko pojętego reggae od roots przez rub a dub po digital dub i ich inne elektroniczne odmiany. Sety okraszone są śpiewem, duchowym przekazem a także rozmaitymi efektami syren i sampli.
W 2013 Rise up! występuje w filmie dokumentalnym o częstochowskiej scenie reggae i dub pt. "Żywe Drzewo" którego reżyserem i producentem jest Łukasz Mszyca.

## Skład
- Kingman (Piotr Całus) - dubmaster, wokalista, selektor
- Zmora (Paweł Skalik) - selektor
- Golden Hen (Łukasz Mszyca) - selektor, wokalista

## Teledyski
- Rise up! sound system - Rise up! maszyna
- Rise up! sound system - Trustworthy dub
- Golden Hen (Rise up!) - Zacznij nowy dzień